# Quan Sơn, Lạng Sơn
Quan Sơn là một xã thuộc tỉnh Lạng Sơn, Việt Nam.
Xã Quan Sơn có diện tích 55,39 km², dân số năm 1999 là 3.684 người, mật độ dân số đạt 67 người/km².
Theo thống kê năm 2019, xã Quan Sơn có diện tích 55,39 km², dân số là 3.728 người, mật độ dân số đạt 67 người/km².